# Submyotodon latirostris
Submyotodon latirostris és una espècie de ratpenat de la família dels vespertiliònids. És endèmic de Taiwan, on viu en algunes localitats del centre-nord de l'illa. Anteriorment classificat al gènere Myotis, a principis del segle xxi fou transferit al gènere Submyotodon, que fins aleshores només contenia espècies fòssils.